# Forçament (informàtica)

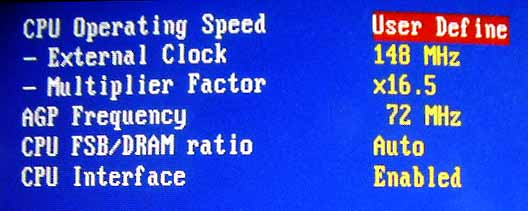
Configuració de BIOS d'un AMD Athlon XP forçat en una targeta mare ABIT NF7-S. La freqüència del Front side bus (rellotge extern) ha augmentat de 133 MHz a 148 MHz, i el factor del multiplicador del rellotge ha canviat de 13,5 a 16,5.

El forçament (o overclocking en anglès) és el procés de fer córrer un component de l'ordinador a una freqüència més elevada (més cicles de rellotge per segon) del que s'havia dissenyat o especificat pel fabricant, que generalment s'utilitza per entusiastes que busquen un augment del rendiment dels seus ordinadors. L'objectiu és aconseguir un rendiment més alt de franc, encara que pugui suposar una pèrdua d'estabilitat o escurçar la vida útil del component. De vegades es força un ordinador per adoptar nous requeriments del sistema.

## Dispositius compatibles
Teòricament, tots els components d'un ordinador estan preparats per treballar a més freqüència de la que els fabricants els venen, però no en garanteixen un funcionament correcte. Els fabricants venen alguns dels seus productes desbloquejats; això vol dir que se'ls pot elevar la velocitat de rellotge. Si es compra un microprocessador que està “desbloquejat”, es pot dur a terme aquesta pràctica per obtenir millor rendiment.
Actualment gairebé tots els processadors disposen d'un forçament dinàmic, anomenat Turbo Mode, que permet a la CPU incrementar el seu rendiment fins a un 40% consumint energia addicional, de manera controlada.

## Realització
La gent que força els seus components se centra principalment en processadors, targetes de vídeo, el joc de xips de la placa mare i la RAM.
Existeixen dues maneres diferents per forçar aquests components:
- Mitjançant el multiplicador multiplicador del processador. És el mètode més òptim perquè no canvia els nivells de voltatge de la placa mare. Es pot aconseguir amb opcions de la BIOS.[1]
- Mitjançant el front side bus (FSB) de la placa mare. Hi ha algunes plaques mare que permeten ajustar els nivells de voltatge i la velocitat dels busos mitjançant jumpers o petits interruptors (Interruptor DIP). És la millor manera de maximitzar el rendiment del sistema, però afecta a la velocitat de tots els busos de la placa.[1]

S'ha de vigilar quan s'incrementa el voltatge d'un component, ja que a banda d'augmentar la seva temperatura és la manera més ràpida de destruir els seus circuits integrats. Es recomana incrementar-lo a petits intervals i monitorar el sistema detalladament. Petits canvis en el voltatge poden ser tolerats, però grans canvis poden ocasionar greus problemes, com cremar el component.

## Problemes
Aquest augment de velocitat produeix un cost energètic superior, i una producció de calor residual al component electrònic. L'escalfor pot provocar errors al funcionament del component, problemes d'inestabilitat del sistema, errors de càlcul o bé en el cas de les memòries, corrupció de dades. De vegades, els errors produïts per aquesta pràctica poden danyar de forma definitiva el component; i altres vegades, poden provocar que la màquina es reinici, perdent les dades de les aplicacions obertes. En alguns casos, pot provocar la pèrdua del sistema de fitxers sencer.
Per tant, és important mantenir el sistema refrigerat i controlar la temperatura de diversos components com la placa mare, el processador i la targeta gràfica. S'hauria d'evitar que la placa mare arribés a una temperatura de 60º C. A vegades no n'hi ha prou amb els dissipadors que porten els processadors per defecte i se n'ha d'utilitzar de més qualitat, afegir més ventiladors, o canviar el sistema de refrigeració (aire, vapor, líquid o amb una cèl·lula Peltier unida al ventilador).